# Cząstków Mazowiecki
Cząstków Mazowiecki (do 1945 roku Cząstków Niemiecki) – wieś sołecka w Polsce położona w województwie mazowieckim, w powiecie nowodworskim, w gminie Czosnów.
Miejscowość usytuwana jest pomiędzy Cząstkowem Polskim a Czosnowem. Powstała w 1803 r. jako wynik osiedlenia się mennonitów z Holandii (a nie Niemiec), którzy kupili wówczas połowę wystawionej na sprzedaż ziemi sołeckiej. Kupcami byli: H. Guhr, J. Bartel, P. Frantz, K. Gärtz, H. Nickel i P. Korber. W 1827 r. wieś miała 18 domów i 100 mieszkańców. Cząstków posiada dobrą pszeniczną glebę. Leży na terenie wyniesionym ponad zalewowe łąki znajdujące się w pobliżu Wisły, przez co była chroniona przed zalaniem wodami powodziowymi. Krajobraz właściwy dla kolonizacji holenderskiej zachował się tylko poniżej linii zabudowy, w stronę Wisły. Na miedzach pól widoczne są sztuczne nasadzenia wierzby i topoli, stawy i rowy odwadniające, drogi prowadzące w kierunku wału przeciwpowodziowego również obsadzone są drzewami. Sama wieś została całkowicie przekształcona nową zabudową i jest obecnie wsią ulicową, nie – jak pierwotnie – rzędową.
Do 1954 roku należał do gminy Cząstków. W latach 1975–1998 miejscowość administracyjnie należała do województwa warszawskiego.
W Cząstkowie znajduje się parafia MB Królowej Polski oraz Zespół Szkół Publicznych w Cząstkowie Mazowieckim, w którego skład wchodzi Szkoła Podstawowa imienia Prezydenta Gabriela Narutowicza w Cząstkowie Mazowieckim i Gimnazjum imienia Prezydenta Gabriela Narutowicza w Cząstkowie Mazowieckim.